# Smartbox
 (mars 2010).
Si vous disposez d'ouvrages ou d'articles de référence ou si vous connaissez des sites web de qualité traitant du thème abordé ici, merci de compléter l'article en donnant les références utiles à sa vérifiabilité et en les liant à la section « Notes et références ».
Smartbox est une entreprise spécialiste des coffrets cadeaux. dont le siège social est à Dublin. Le groupe Smartbox a importé le concept du coffret cadeau en France, déjà présent en Belgique et aux Pays-Bas.
Le groupe Smartbox possède les marques Smartbox, Bongo, Cadeaubox, La Vida es bella, Dakotabox, Emozione 3 et Buyagift.

## Historique
En 2003, Pierre-Édouard Stérin s'associe avec l'entrepreneur flamand Philippe Deneef, créateur de Weekendesk, pour lancer le concept de coffret cadeau en France, sous franchise du Belge,. Il rachète son franchiseur en 2007. L'entreprise se rebaptise Smart&Co et la marque Smartbox fait son apparition en 2007.
En 2007, le groupe s'associe au fonds d'investissement Naxicap pour gérer ses opérations de croissance externe. Le groupe réalise des opérations de croissance externe, en acquérant notamment la marque Buyagift au Royaume-Uni en 2009, puis La Vida es Bella en Espagne en 2012[source insuffisante].
En janvier 2012, Denis Wathier devient directeur général de Smart&Co.
En avril 2012, la société annonce un plan social de 90 licenciements sur les 400 salariés localisés en France. Certains de ces emplois sont redéployés à Dublin (entre 50 et 70). Le même jour, la société annonce la suppression de cinq boutiques Smartbox et le retrait des marchés japonais, canadiens et australiens pour se concentrer sur Internet et les États-Unis.
En 2012, Smartbox lance deux offres sur Internet : Smartprivé, un site de ventes privées destiné aux loisirs, et la E-box, coffret cadeau dématérialisé.
Le 4 novembre 2013, John Perkins est nommé président et directeur général de Smart&Co.
En 2014, l'ensemble de l'activité se structure autour d'une seule société Smartbox Group.
En 2015, le fonds d'investissement Naxicap cède sa participation au fondateur Pierre-Édouard Stérin et Smartbox Group rachète la marque Dakotabox, entreprise créée en 2005 et présente sur les marchés français et espagnols. En 2016, le groupe rachète la marque italienne Emozione 3.

## Organisation et structure du groupe
Smartbox Group Limited et Smartbox Group Company Limited, basées à Dublin (Irlande) possèdent la marque Smartbox, ainsi que les autres marques. Ces sociétés ont été créées en 2009. Pierre-Édouard Stérin est l'actionnaire majoritaire d'une société de portefeuille qui détient ces sociétés.
Dans chacun des pays, une filiale héberge des employés qui mettent en application et coordonnent les politiques et stratégies définies en central.
Dans le passé, Smartbox Experience LTD contrôlait Smart&Co et Otium Capital.
La société de capital-risque Naxicap était associée au capital du groupe.

## Résultats
En 2008, Smartbox a vendu 2,6 millions de coffrets cadeaux dans le monde, dont 1,6 million en France.[réf. souhaitée] La société atteint cette année-là un chiffre d'affaires de 242 millions d’euros tous pays confondus.
En 2011, Smartbox a vendu 1,5 million de coffrets cadeaux en France.
En 2014, Smartbox Group, en croissance sur tous ses marchés, a réalisé un volume d'affaires de 390 millions d'euros et vendu près de 5 millions de coffrets cadeaux en Europe. En France, Smartbox Group a fait l'acquisition de Dakotabox en octobre 2015.

## Modèle économique
Avec une rentabilité nette de 5 à 10 %, le modèle économique de Smartbox repose sur trois axes :
1. La négociation de rabais importants auprès des prestataires (entre 25 et 30 %), qui ne sont pas répercutés au client final[3].
2. La génération d'un fonds de roulement négatif : les prestations sont payées par le client final au moment de l'achat de la box, tandis que le prestataire, lui, n'est payé qu'au moment où la box est utilisée. Les sommes d'argent peuvent ainsi générer des intérêts de placement pendant plusieurs mois[3],[7].
3. Les coffrets non utilisés représentent un gain quasi net pour l'entreprise. Au moins 5 à 10 % des Smartbox sont inutilisés, soit un taux de non-utilisation dix fois plus important que celui des chèques restaurants[3].

La marque Smartbox est détenue par la société p, basée à Courbevoie (Hauts-de-Seine), et exploitée par la société Smartbox Experience Ltd, basée à Dublin (Irlande) et créée en 2009.
La société SMARTBOX GROUP France, basée désormais à Levallois, a fait un chiffre d'affaires de 11 920 187 € en 2018, pour un bénéfice de 460 600 € (taux de rentabilité nette : 3,86 %).[réf. nécessaire]
En 2017, le chiffre d'affaires était de 5 768 114 € pour un bénéfice de 39 197 € (taux de rentabilité nette : 0,68 %).[réf. nécessaire]

## Critiques
L'association de consommateurs UFC—Que choisir met en garde les consommateurs contre les coffrets cadeaux, quel que soit leur fournisseur, en critiquant les dérives de ces sociétés. Les défauts d'activation en caisse lors de l'achat empêchent le bénéficiaire de pouvoir profiter de son cadeau. De son côté, l'Institut national de la consommation (INC) regrette la protection incomplète des acheteurs de coffrets cadeaux.